# 阿尔维克塞奇
阿尔维克塞奇，是西班牙瓦伦西亚自治区巴伦西亚省的一个市镇。总面积4平方公里，总人口3076人（2001年），人口密度769人/平方公里。